# Listă de filme italiene
Aceasta este o listă de filme produse de industria de film italiană de la primele filme din anii 1910 până în prezent. Listele sunt ordonate cronologic.  

## Anii 1910
- Listă de filme italiene din 1910
- Listă de filme italiene din 1911
- Listă de filme italiene din 1912
- Listă de filme italiene din 1913
- Listă de filme italiene din 1914
- Listă de filme italiene din 1915
- Listă de filme italiene din 1916
- Listă de filme italiene din 1917
- Listă de filme italiene din 1918
- Listă de filme italiene din 1919

## Anii 1920
- Listă de filme italiene din 1920
- Listă de filme italiene din 1921
- Listă de filme italiene din 1922
- Listă de filme italiene din 1923
- Listă de filme italiene din 1924
- Listă de filme italiene din 1925
- Listă de filme italiene din 1926
- Listă de filme italiene din 1927
- Listă de filme italiene din 1928
- Listă de filme italiene din 1929

## Anii 1930
- Listă de filme italiene din 1930
- Listă de filme italiene din 1931
- Listă de filme italiene din 1932
- Listă de filme italiene din 1933
- Listă de filme italiene din 1934
- Listă de filme italiene din 1935
- Listă de filme italiene din 1936
- Listă de filme italiene din 1937
- Listă de filme italiene din 1938
- Listă de filme italiene din 1939

## Anii 1940
- Listă de filme italiene din 1940
- Listă de filme italiene din 1941
- Listă de filme italiene din 1942
- Listă de filme italiene din 1943
- Listă de filme italiene din 1944
- Listă de filme italiene din 1945
- Listă de filme italiene din 1946
- Listă de filme italiene din 1947
- Listă de filme italiene din 1948
- Listă de filme italiene din 1949

## Anii 1950
- Listă de filme italiene din 1950
- Listă de filme italiene din 1951
- Listă de filme italiene din 1952
- Listă de filme italiene din 1953
- Listă de filme italiene din 1954
- Listă de filme italiene din 1955
- Listă de filme italiene din 1956
- Listă de filme italiene din 1957
- Listă de filme italiene din 1958
- Listă de filme italiene din 1959

## Anii 1960
- Listă de filme italiene din 1960
- Listă de filme italiene din 1961
- Listă de filme italiene din 1962
- Listă de filme italiene din 1963
- Listă de filme italiene din 1964
- Listă de filme italiene din 1965
- Listă de filme italiene din 1966
- Listă de filme italiene din 1967
- Listă de filme italiene din 1968
- Listă de filme italiene din 1969

## Anii 1970
- Listă de filme italiene din 1970
- Listă de filme italiene din 1971
- Listă de filme italiene din 1972
- Listă de filme italiene din 1973
- Listă de filme italiene din 1974
- Listă de filme italiene din 1975
- Listă de filme italiene din 1976
- Listă de filme italiene din 1977
- Listă de filme italiene din 1978
- Listă de filme italiene din 1979

## Anii 1980
- Listă de filme italiene din 1980
- Listă de filme italiene din 1981
- Listă de filme italiene din 1982
- Listă de filme italiene din 1983
- Listă de filme italiene din 1984
- Listă de filme italiene din 1985
- Listă de filme italiene din 1986
- Listă de filme italiene din 1987
- Listă de filme italiene din 1988
- Listă de filme italiene din 1989

## Anii 1990
- Listă de filme italiene din 1990
- Listă de filme italiene din 1991
- Listă de filme italiene din 1992
- Listă de filme italiene din 1993
- Listă de filme italiene din 1994
- Listă de filme italiene din 1995
- Listă de filme italiene din 1996
- Listă de filme italiene din 1997
- Listă de filme italiene din 1998
- Listă de filme italiene din 1999

## Anii 2000
- Listă de filme italiene din 2000
- Listă de filme italiene din 2001
- Listă de filme italiene din 2002
- Listă de filme italiene din 2003
- Listă de filme italiene din 2004
- Listă de filme italiene din 2005
- Listă de filme italiene din 2006
- Listă de filme italiene din 2007
- Listă de filme italiene din 2008
- Listă de filme italiene din 2009

## Anii 2010
- Listă de filme italiene din 2010
- Listă de filme italiene din 2011
- Listă de filme italiene din 2012
- Listă de filme italiene din 2013
- Listă de filme italiene din 2014
- Listă de filme italiene din 2015
- Listă de filme italiene din 2016
- Listă de filme italiene din 2017
- Listă de filme italiene din 2018
- Listă de filme italiene din 2019

## Anii 2020
- Listă de filme italiene din 2020
- Listă de filme italiene din 2021

## Vezi și
- Giallo
- Western spaghetti
- Listă de filme italiene de comedie